# ميتانفرين
ميتانفرين هو مركب كيميائي عضوي صيغته C10H15NO3، ويسمى وفق قواعد التسمية النظامية على الشكل: 4-(1-هيدروكسي-2-ميثيل أمينو-إيثيل)-2-ميثوكسي-الفينول.
يعد الميتانفرين مستقلباً من مستقلبات الأدرينالين (الإبينفرين) في الجسم، وذلك بأثر من الحفاز ناقلة ميثيل-O الكاتيكول (COMT).
لمركب ميتانفرين صلة وصل من الناحية البنيوية مع نورميتانفرين، حيث يختلف عن الأخير بوجود مجموعة ميثيل مرتبطة بذرة نتروجين الوظيفة الأمينية.

## الاستخدامات
يمكن أن يستخدم الميتانفرين واسماً في تشخيص ورم القواتم.